# 久永勝一郎
久永 勝一郎（ひさなが かついちろう、1931年 - ）は、日本の元フィギュアスケート選手（男子シングル）。フィギュアスケート審判員。実業家。元日本スケート連盟会長。元国際スケート連盟副会長。元日本メディセル社長。元日本レダリー社会長。

## 経歴
鹿児島県鹿児島市出身。選手時代は1952年の全日本ジュニア選手権で3位に入る等の成績を残した。1955年、明治大学商学部卒業。
選手引退後は、外資系製薬会社に就職するとともに日本スケート連盟に所属し、フィギュアスケートの国際審判員を務める傍ら1988年のカルガリーオリンピック日本選手団監督、1992年のアルベールビルオリンピック日本選手団本部役員などを歴任した。
1998年、製薬会社を定年退職し、日本メディセル(株)を設立し代表取締に就任する。同年6月1日に日本人として初めて国際スケート連盟副会長に就任し、7月1日には日本スケート連盟会長に就任する。その後、2002年に国際スケート連盟の副会長選に再選するも落選。2004年には日本スケート連盟会長を辞任。
2006年10月に元連盟専務理事、イベント会社「フロントライン」役員とともに審判や大会役員を海外から招いたように偽う手口を繰り返し、同イベント会社に経費を水増しさせ、日本スケート連盟に請求させていて約580万円の損害を連盟に与えたとして、背任容疑で逮捕される（詳細は日本スケート連盟#2006年不正経理事件）。2007年3月に背任罪で懲役3年執行猶予5年の判決を受けた。
国際スケート連盟名誉副会長だったのを2007年に有罪が確定したことなどを受け除名された。1999年春の褒章で藍綬褒章をしているが、2007年9月11日に返上。

## 主な戦績
| 大会/年              | 1952-53 |
| -------------------- | ------- |
| 全日本ジュニア選手権 | 3       |